# Kutzerweiher

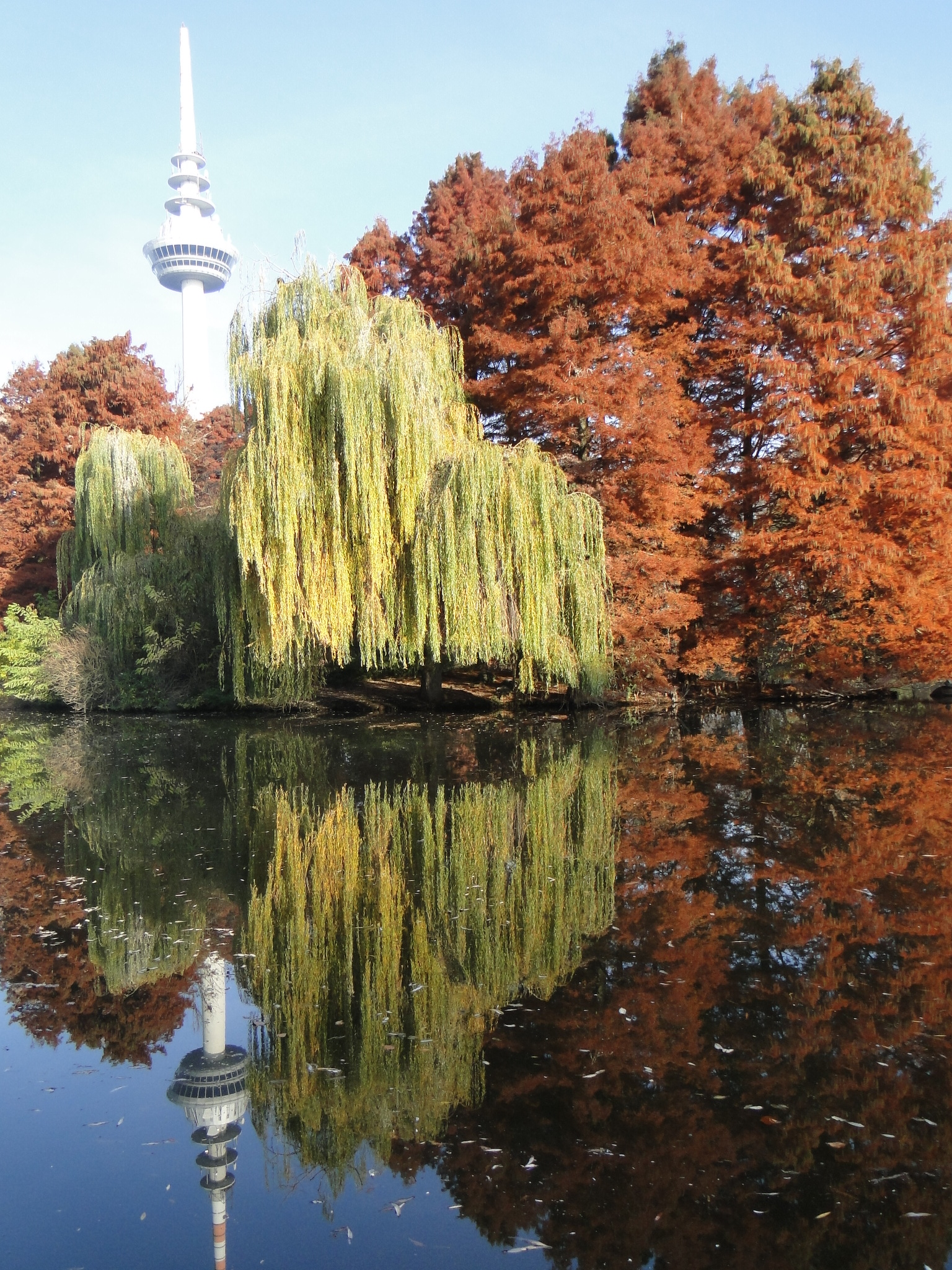
Kutzerweiher

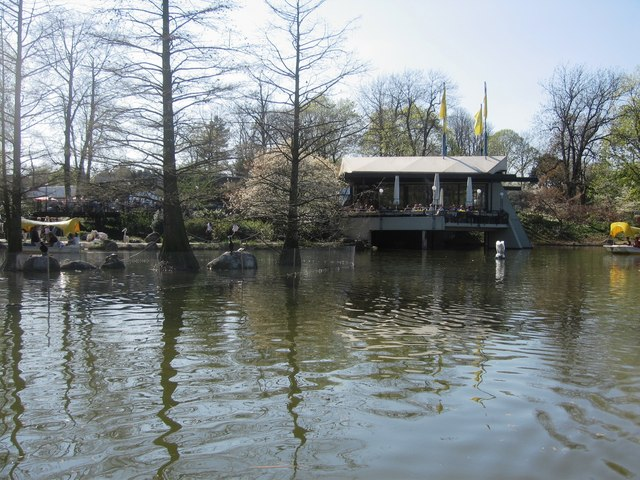
Seerestaurant am Kutzerweiher

Der Kutzerweiher ist ein Gewässer im Luisenpark südlich des Neckars in Mannheim.

## Geschichte
Der Kutzerweiher wurde bereits in den 1920er Jahren angelegt. Er war Teil eines Gewässersystems, das sich – durch den Neckar gespeist – im Umfeld von Mannheim in der Oberrheinebene erstreckte. Die Wasserstände des Teichs schwankten, abhängig vom Pegel des Neckars, um bis zu drei Meter.
Der Luisenpark war Teil der Ausstellungsfläche für die Bundesgartenschau 1975, was auch den See einbezog. Dafür wurde die Wasserfläche auf 36.000 m² oder 4 ha ungefähr verdoppelt, die Tiefe des Sees aber auf 1,40 m bis 1,70 m reduziert. Er wurde mit Ton gegen den Neckar abgedichtet, so dass der Wasserstand anschließend nicht mehr schwankte. Das ermöglichte erst eine dauerhafte Uferbepflanzung.

## Beschreibung
Der See erstreckt sich im Westen fast bis an den Unteren Luisenpark, zwei Seitenarme umschließen im Osten die Freizeitwiese. Er hat eine 2.700 m lange Uferlinie. Auch um das Wasser mit Sauerstoff anzureichern, wurde der Zufluss als Gebirgsbach gestaltet, der in den nordöstlichen Arm des Sees mündet. In dessen Mitte wurde eine Insel als Schutzgebiet für Wasservögel angelegt. Die 1.500 Quadratmeter große Vogelinsel beherbergt ein Freigehege mit Flamingos und Kormoranen. Am See leben auch Enten und Reiher und im See Karpfen, Rotaugen, Schleie, Zander und Hechte. Drei Holzbrücken sowie „Dschungelbrücken“ ermöglichen an Schmalstellen, den See zu überqueren.

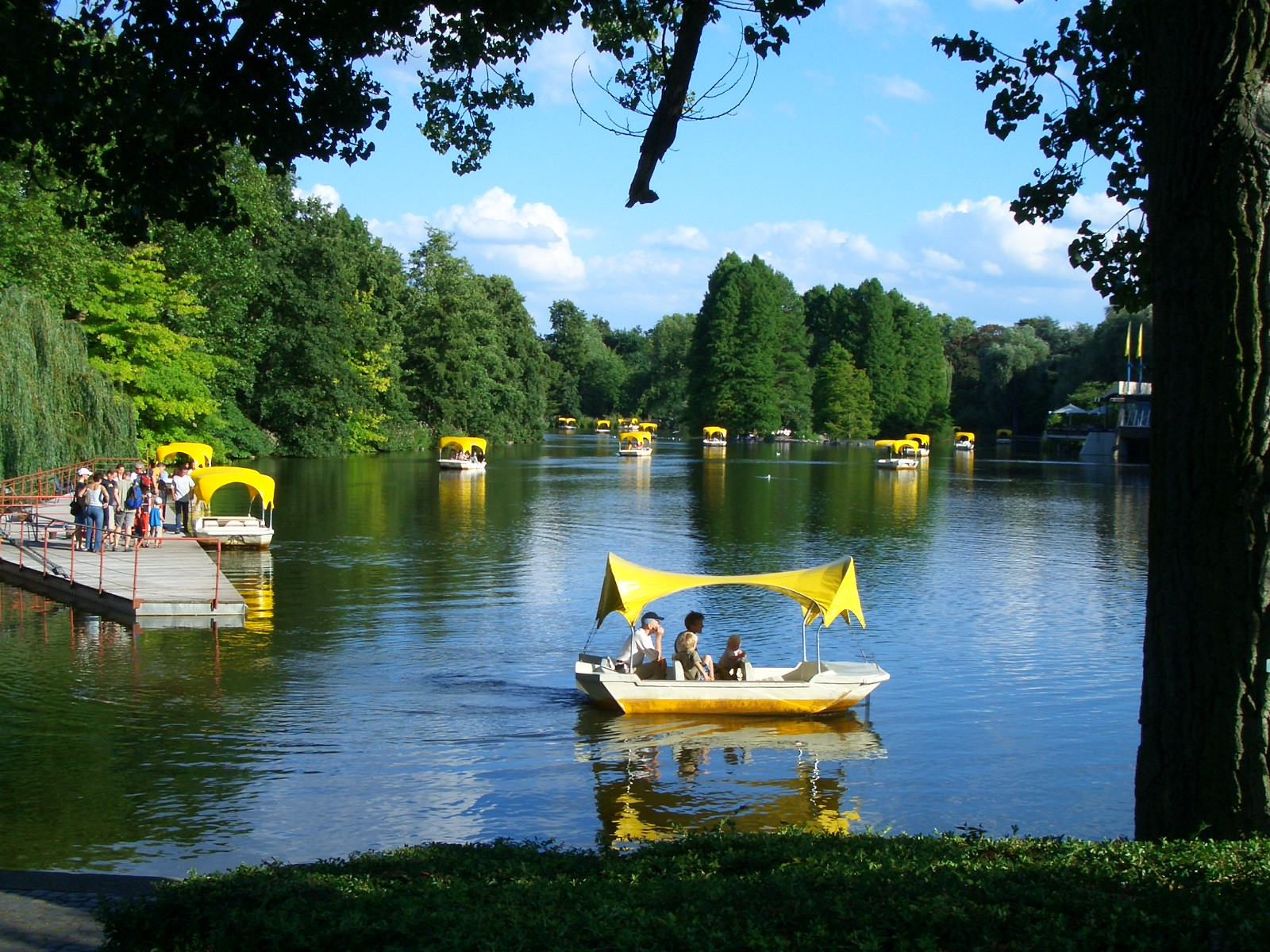
Kutzerweiher mit Gondolettas (2005)

Im See wurde zur Bundesgartenschau 1975 eine elektrisch betriebene Gondoletta-Anlage installiert, in der Boote auf einem Rundkurs mit einem unter der Wasseroberfläche geführten Seil über einen vorgegebenen Kurs gezogen werden. Auch das war nur möglich, weil ein gleichbleibender Wasserstand gesichert worden war.

## Bezeichnung
Der Name des Sees erinnert an den Mannheimer Oberbürgermeister Theodor Kutzer (1864–1948).